# NGC 399
NGC 399 là một thiên hà dạng hạt đậu nằm trong chòm sao Song Ngư. Nó được phát hiện vào ngày 7 tháng 10 năm 1874 bởi Lawrence Parsons. Nó được Dreyer mô tả là "rất mờ, nhỏ, tròn".